# 伊勢辰雄
伊勢 辰雄（いせ たつお、1925年（大正14年）10月1日 - 2006年（平成18年）11月26日）は、昭和から平成時代の政治家。山形県東根市長。

## 経歴
東根市出身。日本大学専門部卒業。
東根町職員、山形県建築士会副会長、建築設計事務所会長、東根市振興審議会委員を経て、1990年（平成2年）東根市長に当選。2期務め、1998年（平成10年）引退した。2006年（平成18年）11月26日死去、81歳。死没日をもって正六位に叙される。